# Центризам
У политици, односно политичкој теорији центар је назив који означава покрете, партије и идеологије који промовишу умерене ставове, односно покушавају пронаћи средњи пут између екстрема левице и деснице. Идеологија која промовише политички центар као алтернативу левици и десници назива се центризам.
За политички центар се у прошлости знао користити израз центрумаштво, али је он имао пејоративно значење, слично као и израз мочвара, који се користио за еквивалент модерног политичког центра у доба француске револуције.
Често се користи и савремен назив трећи пут, који се више користи у економији, означавајући синтезу слободног тржишта и социјалне осетљивости, у ствари филозофију помирења између капитализма и демократског социјализма.